# Dionysius (månekrater)
 For alternative betydninger, se Dionysius. (Se også artikler, som begynder med Dionysius)
Dionysius er et nedslagskrater på Månen. Det befinder sig på Månens forside på den vestlige rand af Mare Tranquillitatis og er opkaldt efter den græske biskop Dionysios Areopagita (9 – 95).
Navnet blev officielt tildelt af den Internationale Astronomiske Union (IAU) i 1935. 

## Omgivelser
Sydøst for Dionysiuskrateret ligger kraterparret Ritter og Sabine. Mod nordvest ligger rillesystemet Rimae Ritter. Disse kløfter følger en almindelig nordvestlig retning. 

## Karakteristika
Randen i Dionysius er nogenlunde cirkulær og udviser kun få tegn på nedslidning. Krateret har et lille strålesystem med en radius på over 130 km. Det har høj albedo og ser meget klart ud, når Solen er næsten lige over det under en fuldmåne. Det er omgivet af en klar halo, og med mørkere materiale længere ude. Nogle mørkere aflejringer findes i form af forholdsvis sjældne mørke stråler

## Satellitkratere
De kratere, som kaldes satellitter, er små kratere beliggende i eller nær hovedkrateret. Deres dannelse er sædvanligvis sket uafhængigt af dette, men de får samme navn som hovedkrateret med tilføjelse af et stort bogstav. På kort over Månen er det en konvention at identificere dem ved at placere dette bogstav på den side af satellitkraterets midte, som ligger nærmest hovedkrateret. Dionysiuskrateret har følgende satellitkratere:
| Dionysius | Længde | Bredde  | Diameter |
| --------- | ------ | ------- | -------- |
| A         | 1,7° N | 17,6° Ø | 3 km     |
| B         | 3,0° N | 15,8° Ø | 4 km     |

## Måneatlas
- Billeder af Dionysiuskrateret i LPI-måneatlasset